# Cuatro Caminos (métro de Madrid)
Cuatro Caminos est une station de correspondance entre les lignes 1, 2 et 6 du métro de Madrid en Espagne. Elle est établie sous la glorieta de Cuatro Caminos (es), en limite des arrondissements de Chamberí et Tetuán.
Les quais de la ligne 6 étant situés à 45 m sous la surface, cette station est la plus profonde du réseau..

## Situation sur le réseau

Plan du réseau.

Établie en souterrain, les quais la ligne 6 sont situés à −45 m, Cuatro Caminos est une station de correspondance entre les lignes 1, 2 et 6 du métro. Elle dispose de trois sous-stations :
Cuatro Caminos L1, est une station de passage de la ligne 1, située entre Alvarado, en direction du terminus Pinar de Chamartín, et Ríos Rosas, en direction du terminus Valdecarros. Les deux voies de la ligne sont encadrées par deux quais latéraux.
Cuatro Caminos L2, est une station terminus de la ligne 2, située avant Canal, en direction du terminus Las Rosas. Elle dispose de trois voies, l'une dessert un quai latéral et les deux autres un quai central.
Cuatro Caminos L6, est une station de passage de la ligne circulaire 6, entre Guzmán el Bueno  et Nuevos Ministerios. Les deux voies de la ligne sont encadrées par deux quais latéraux.

## Histoire
La station est ouverte aux voyageurs le 17 octobre 1919 par la Compañía Metropolitana Alfonso XIII, lorsqu'elle met en service la première ligne de métro, dénommée línea Norte-Sur, de la capitale espagnole. Le roi Alphonse XIII coupe le ruban d'inauguration dans cette station.
Elle demeure le terminus nord de la ligne 1 jusqu'au 6 mars 1929 quand est ouverte l'extension jusqu'à Tetuán. Le 10 septembre de la même année, les quais de la ligne 2 sont inaugurés en même temps que l'ouverture de l'extension de cette ligne depuis Quevedo.
Le 11 octobre 1979, le premier tronçon de la ligne 6 est inauguré entre Cuatro Caminos et Pacifico.

## Services aux voyageurs

### Accès et accueil
La station possède cinq accès équipés d'escaliers et d'escaliers mécaniques, ainsi qu'un sixième direct par ascenseur depuis la surface. Elle est située en zone tarifaire A.

Installations
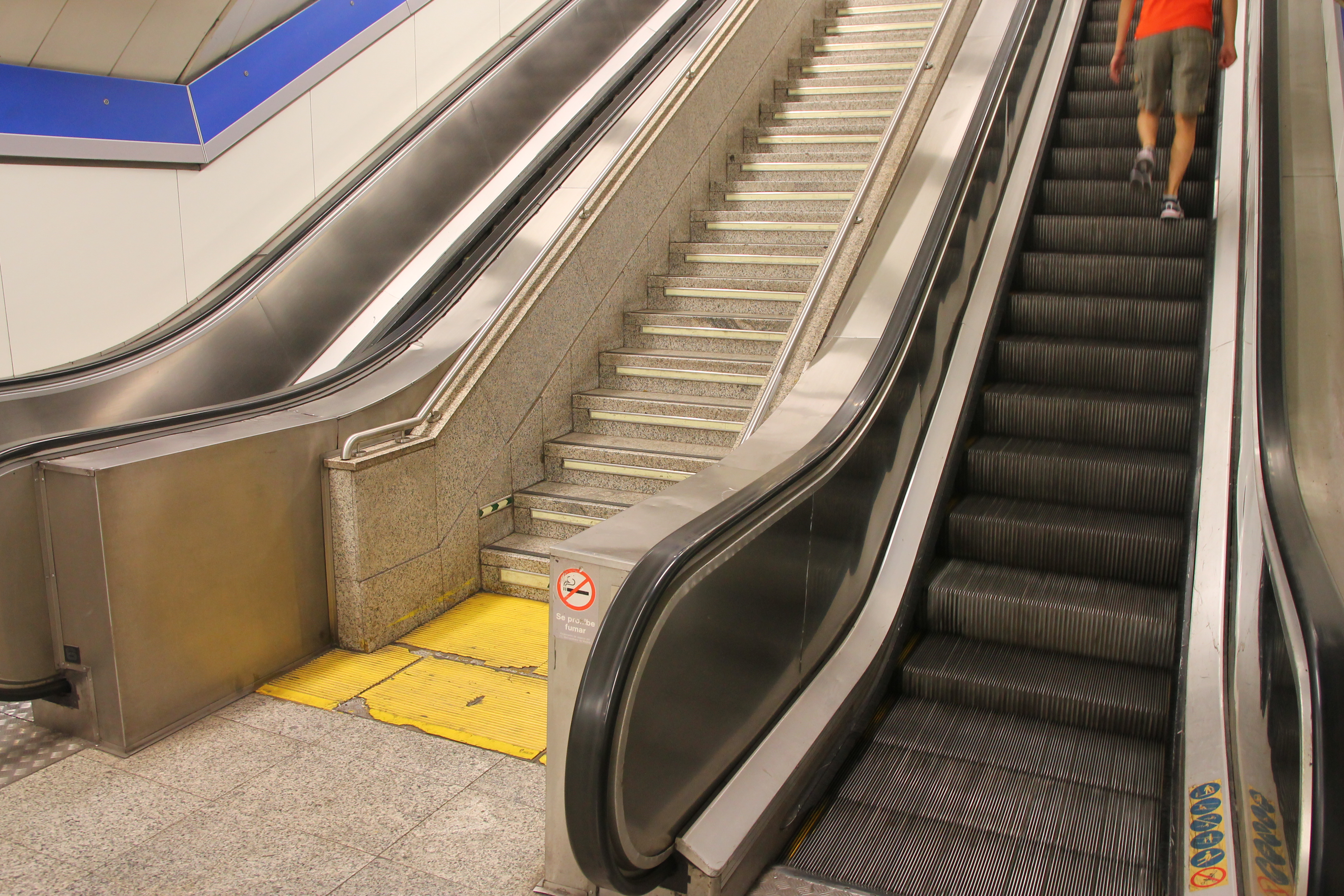
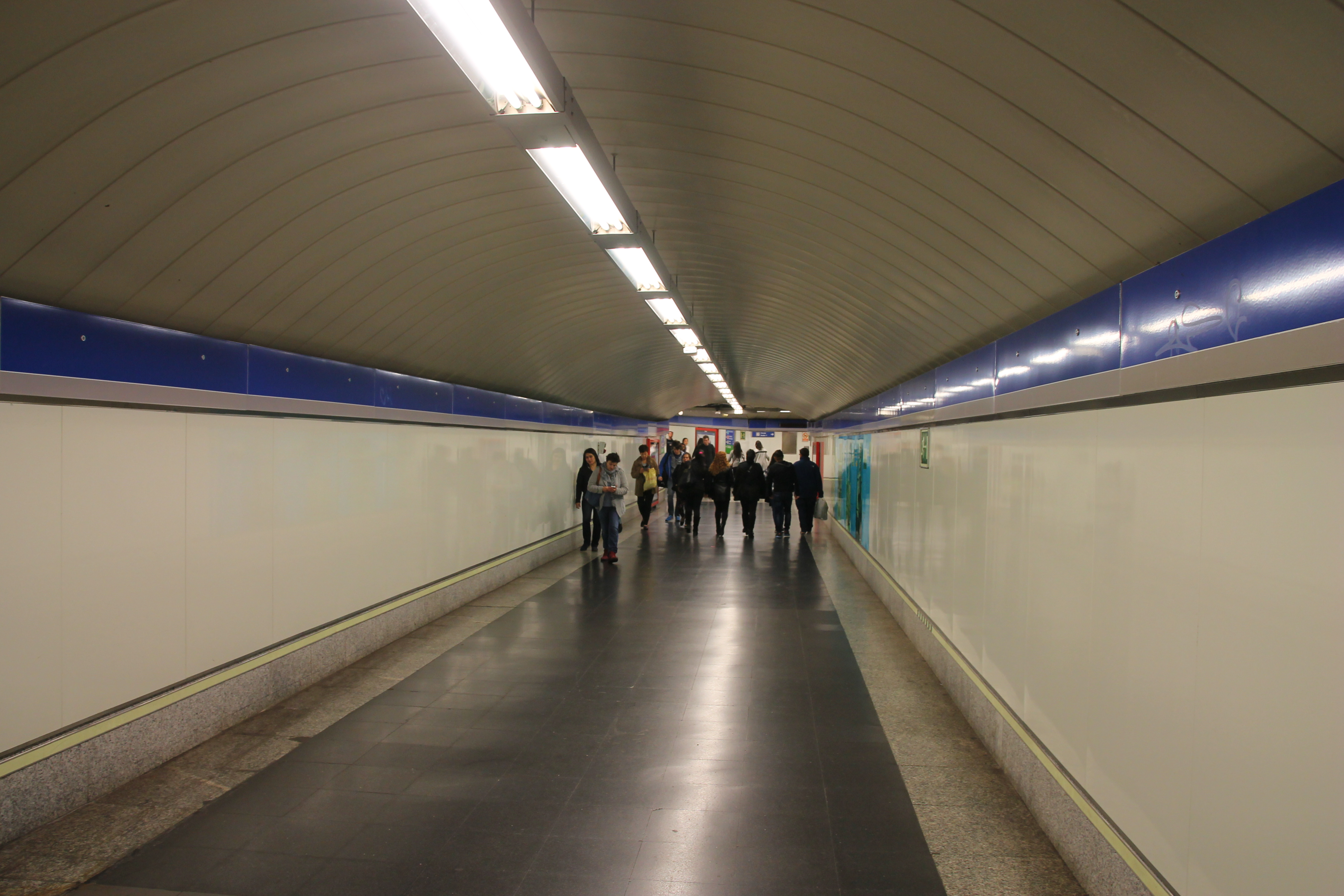

### Desserte

#### Cuatro Caminos L1
La station est desservie par les rames de la ligne 1.

Installations et desserte
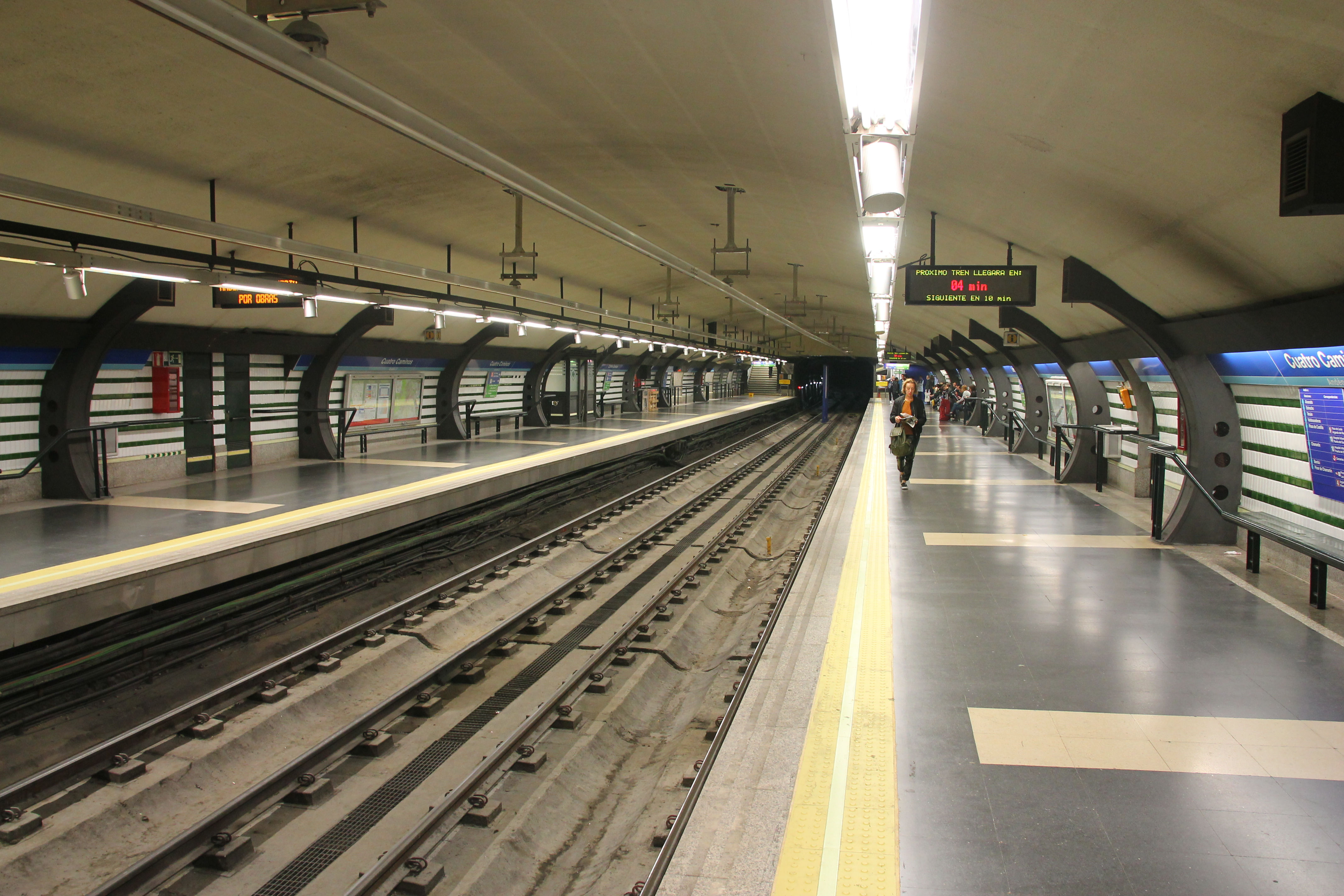
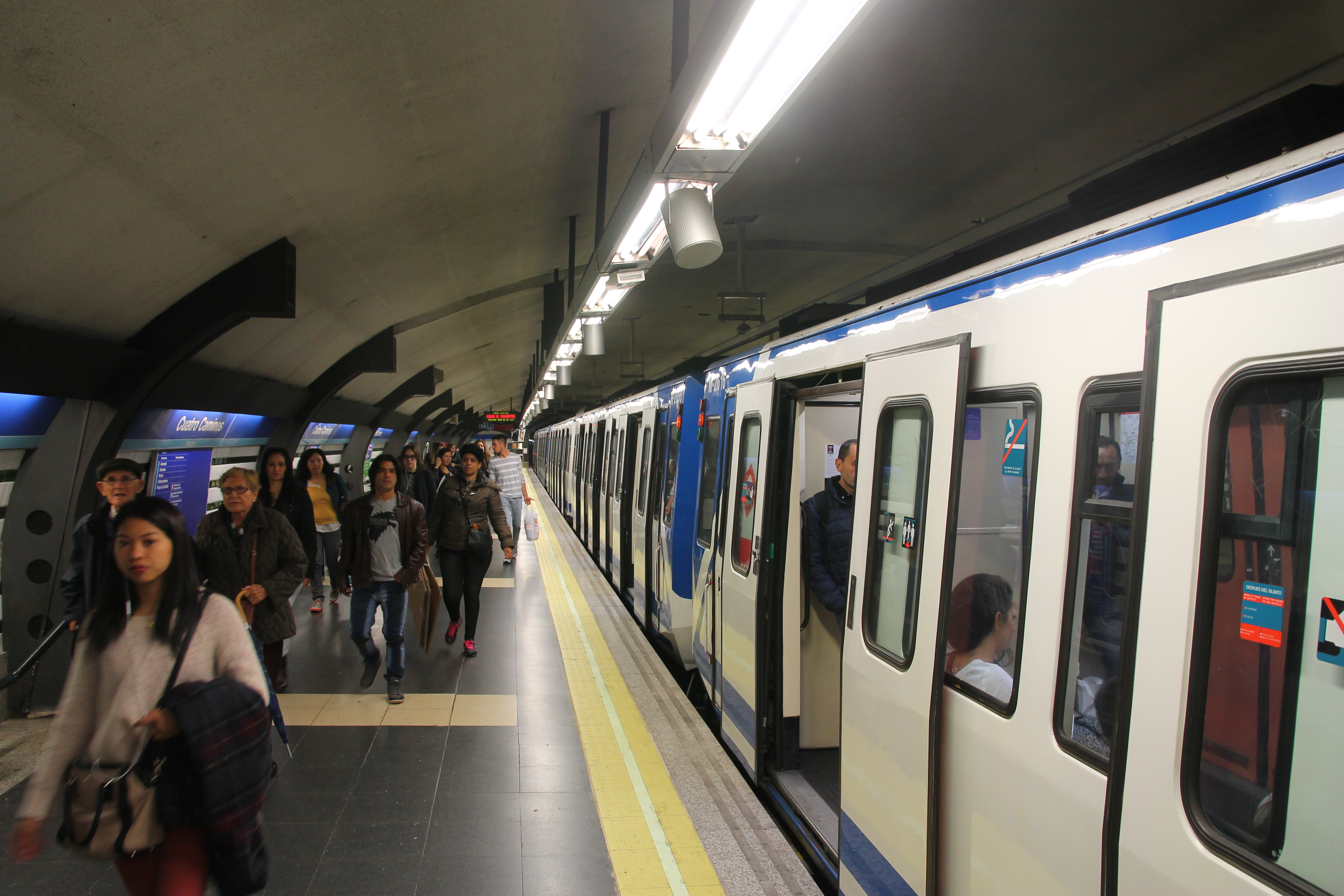
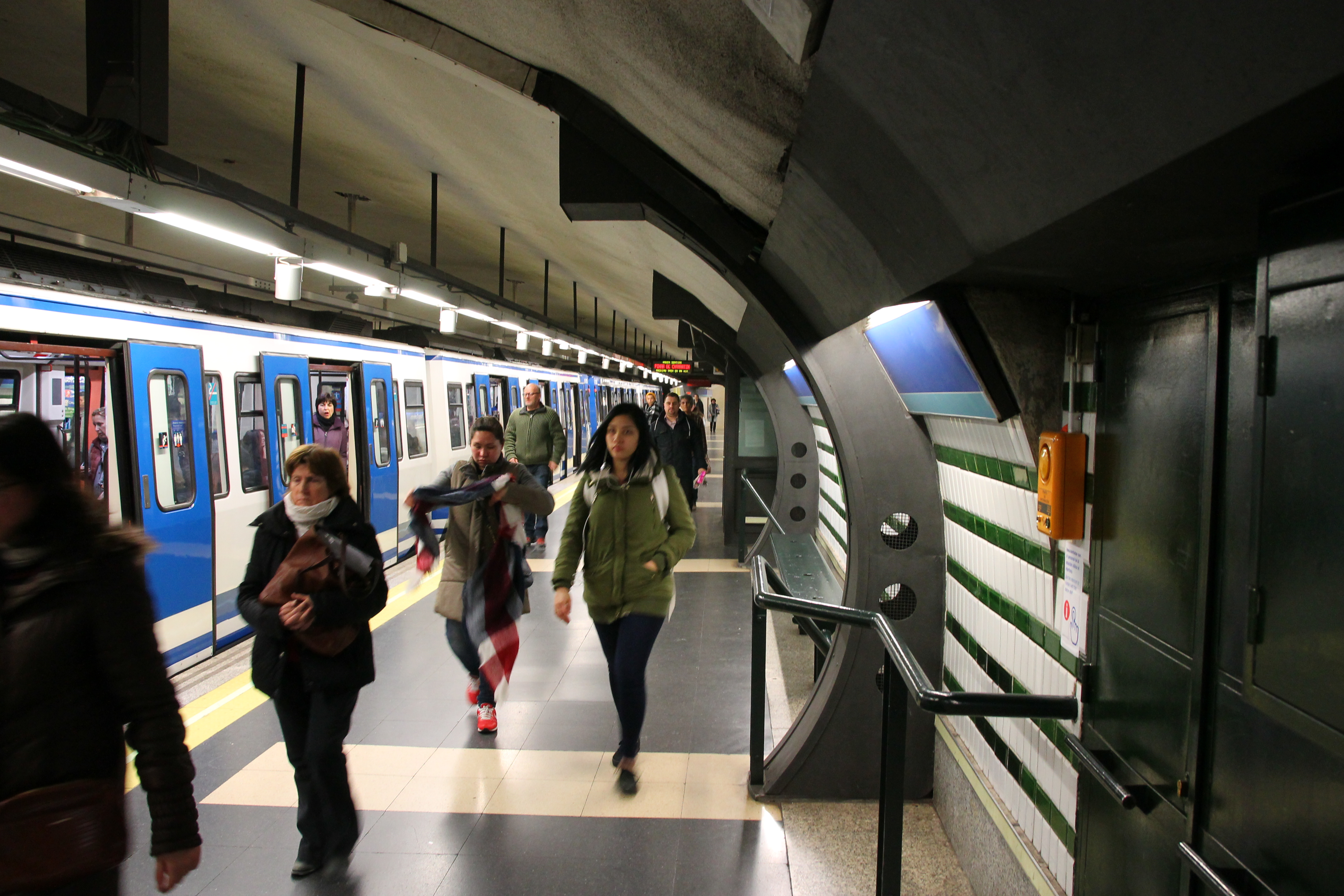

#### Cuatro Caminos L2
La station est desservie par les rames de la ligne 2.

Installations et desserte
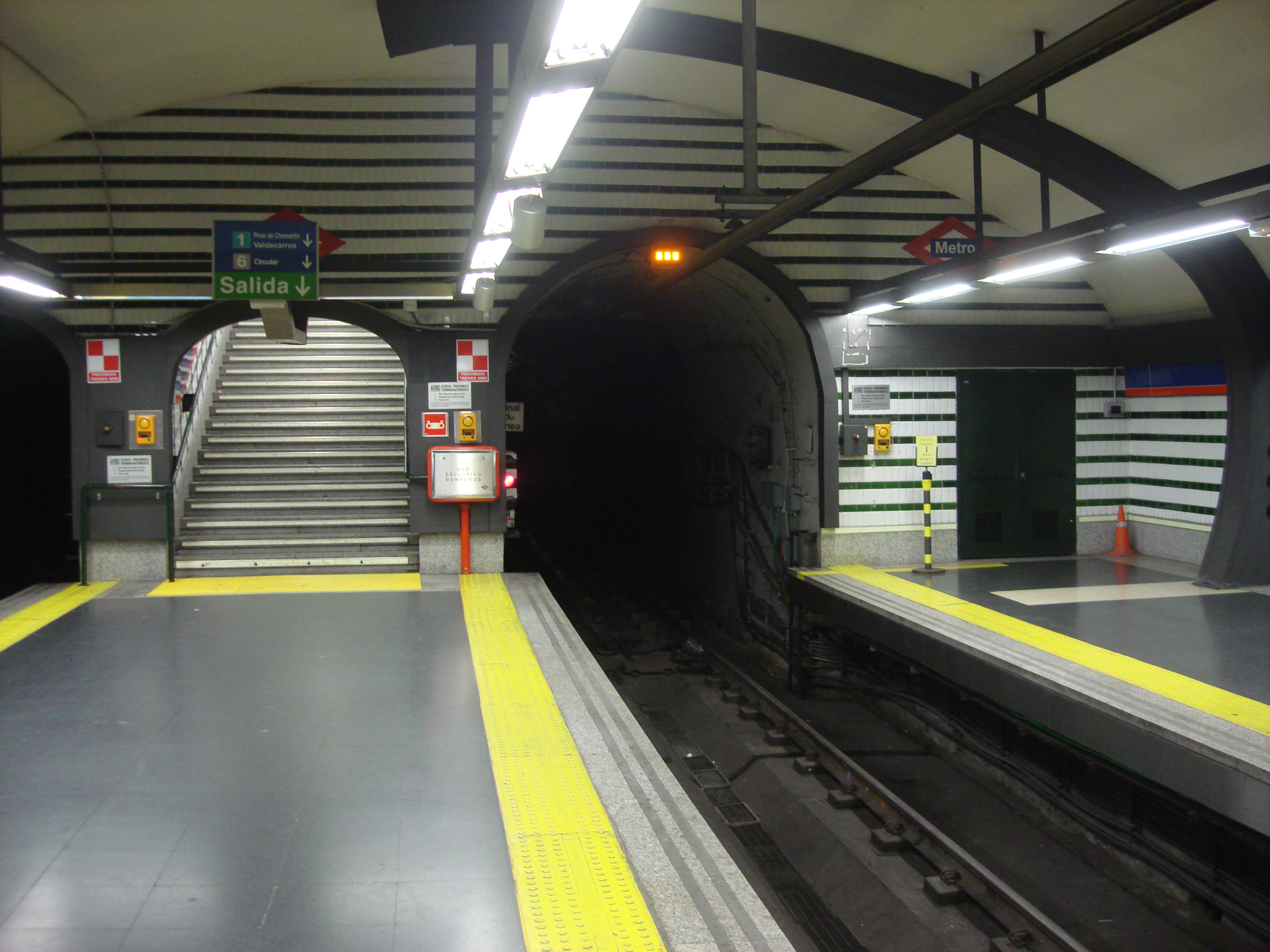
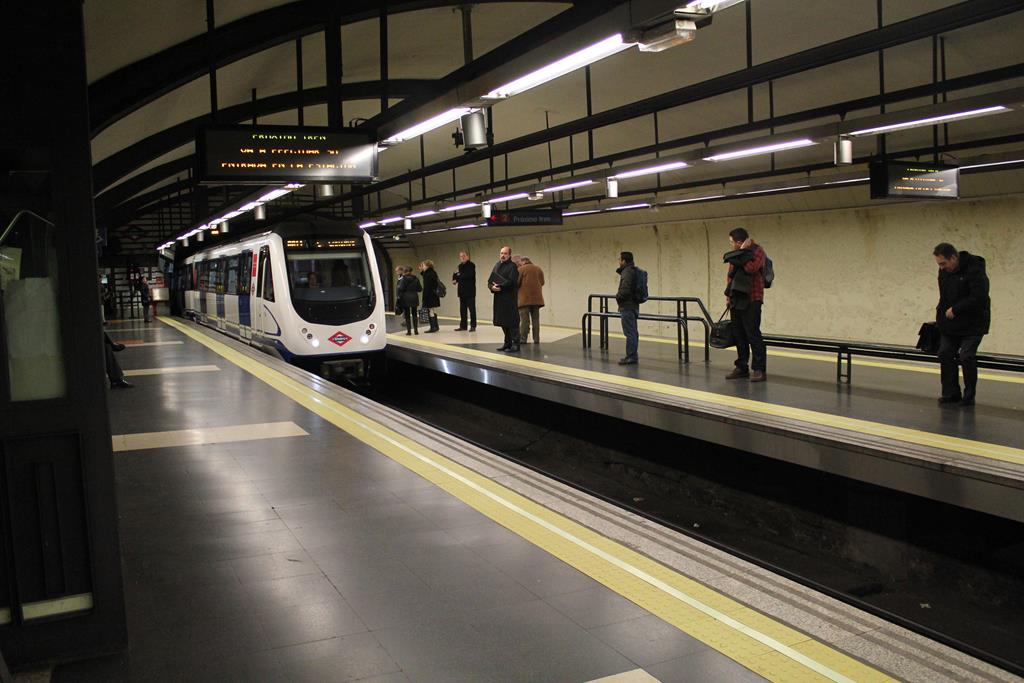
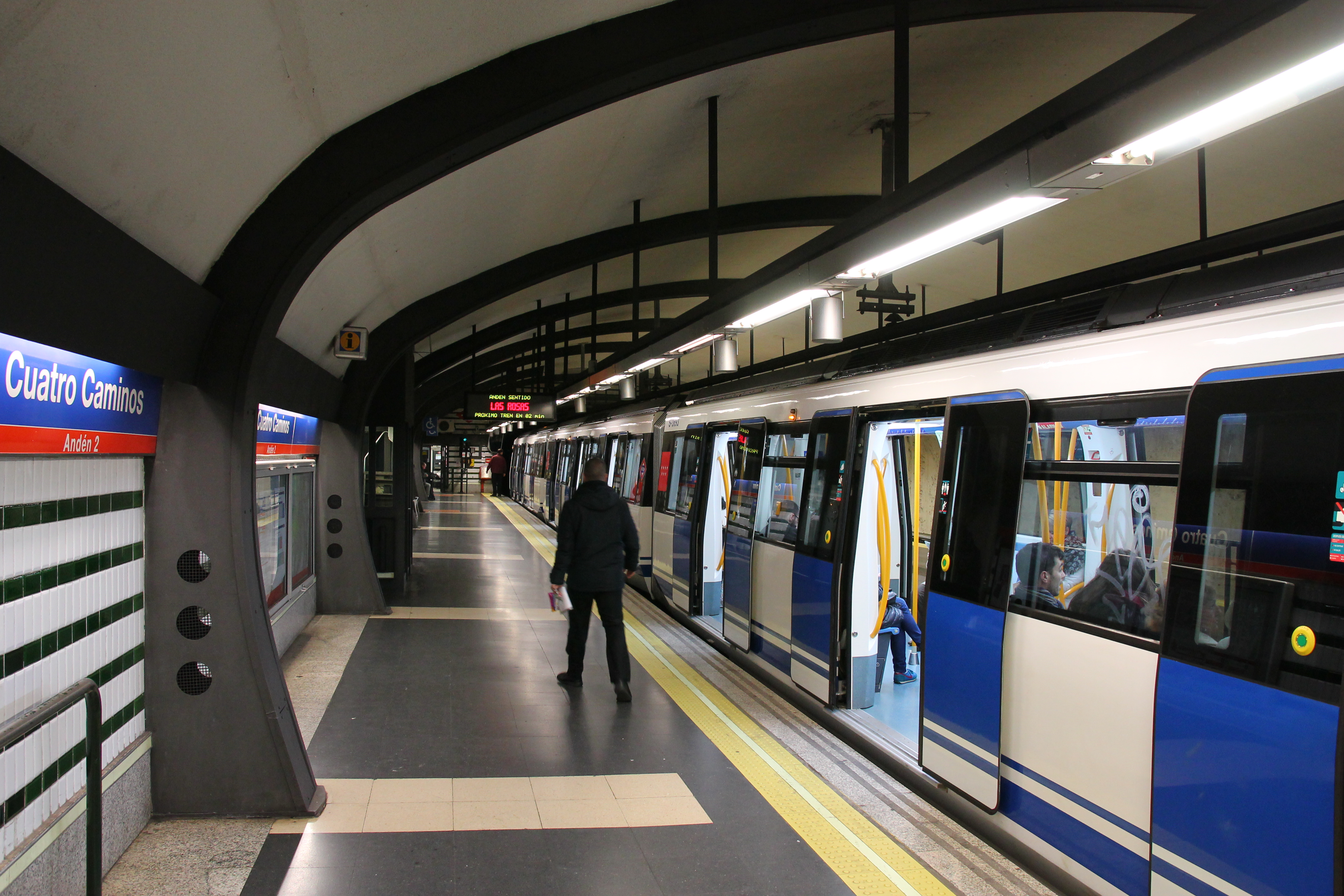

#### Cuatro Caminos L6
La station est desservie par les rames de la ligne 6.

Installations et desserte
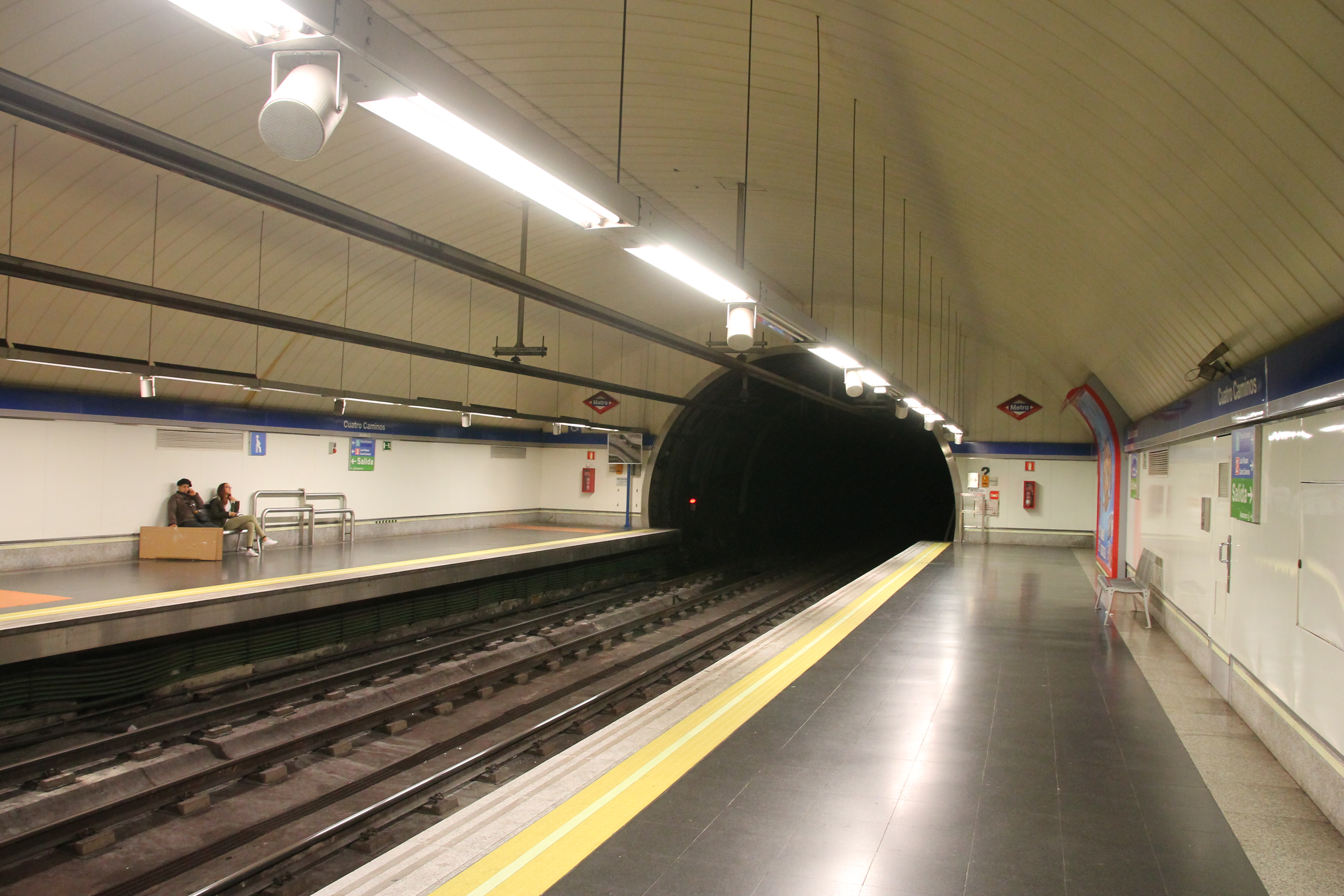
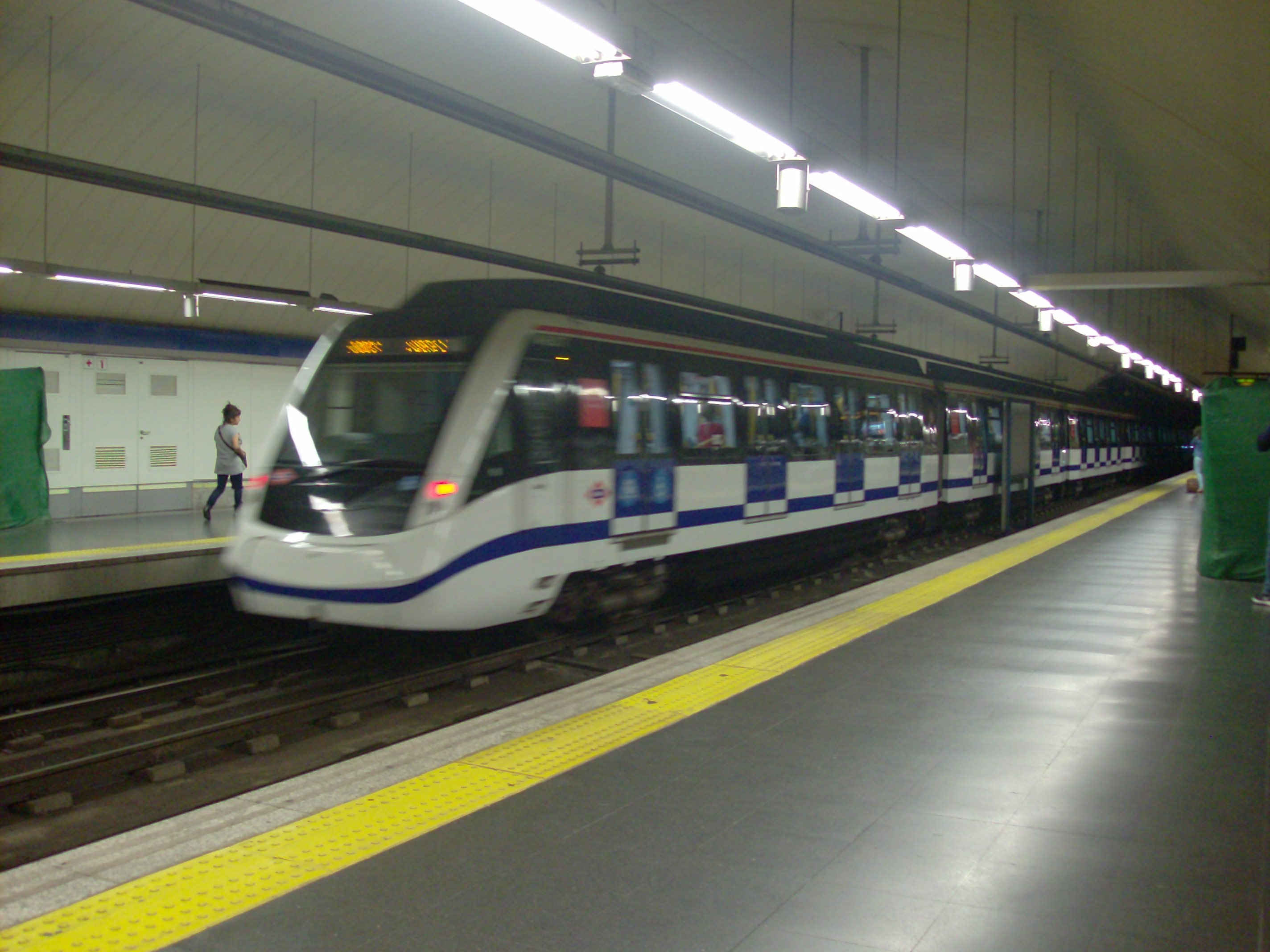
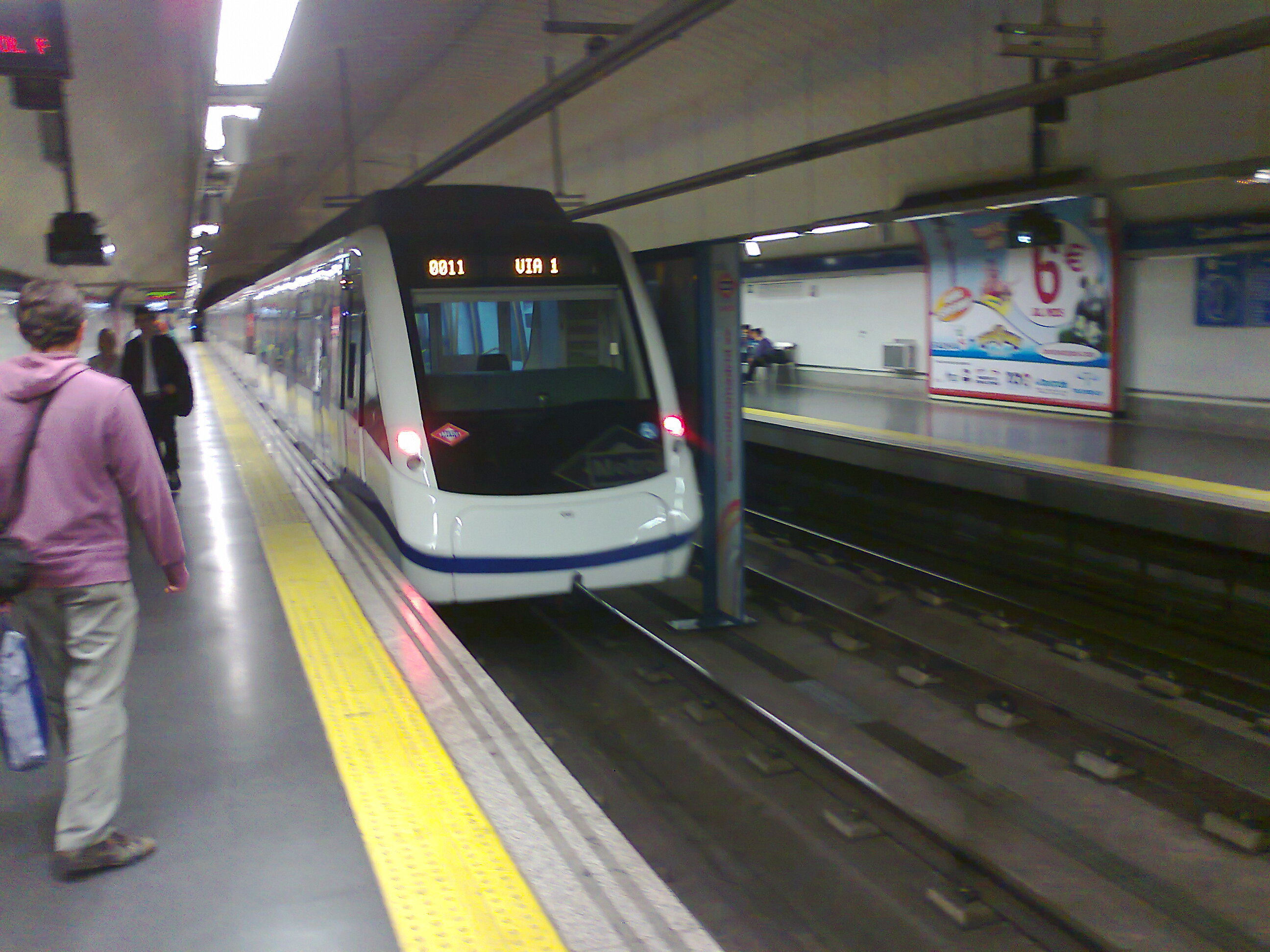

### Intermodalité
Elle est en correspondance avec les lignes n°3, 37, 45, 64, 66, 124, 127, 128, 149, C1, C2, F et nocturne N23 du réseau EMT.